# 슈퍼드라이
슈퍼드라이(영어: Superdry)는 영국의 의류 업체이다. 슈퍼드라이 PLC(Superdry PLC)이 운영한다.

## 역사

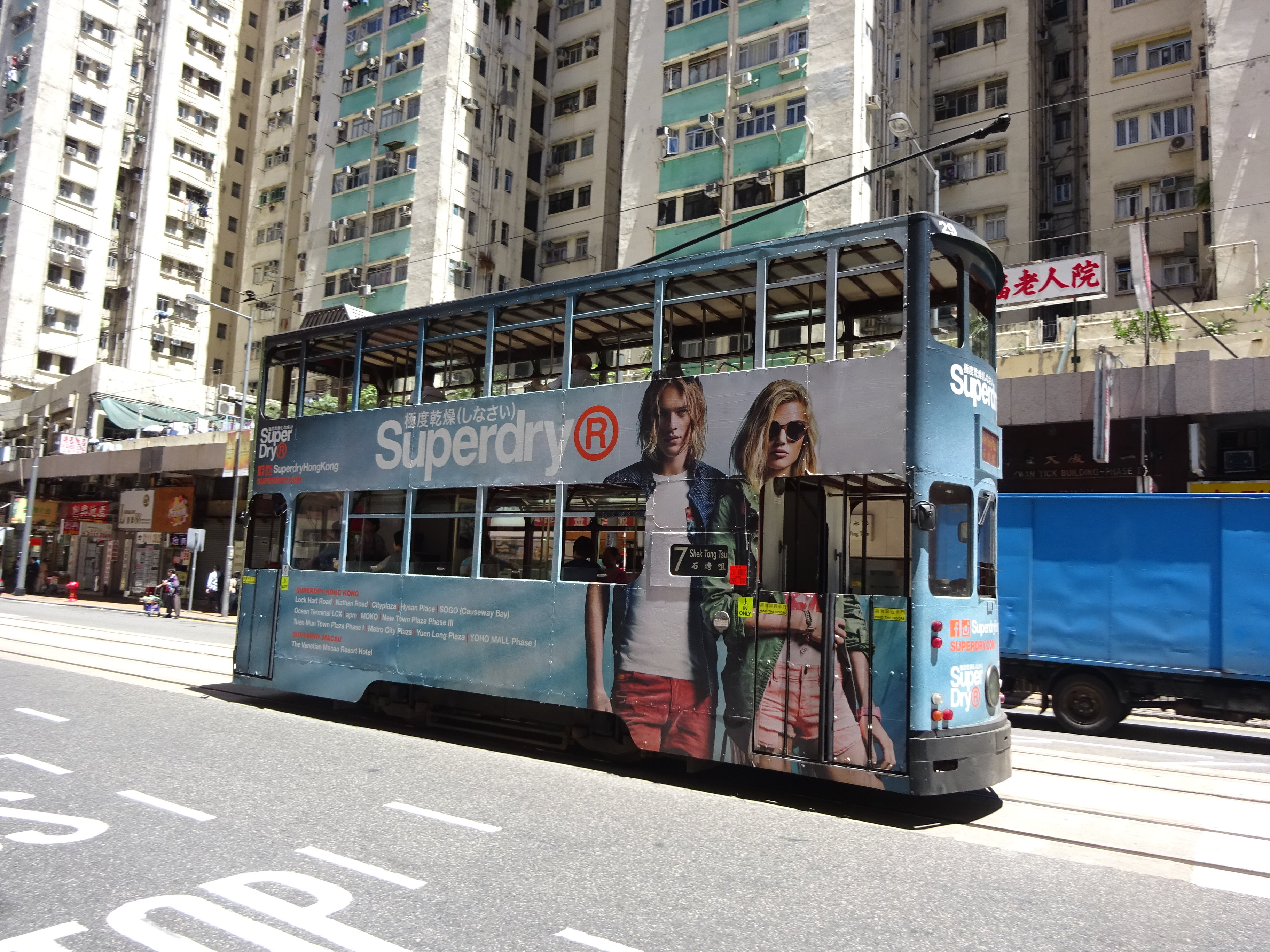
홍콩에서 슈퍼드라이 광고 (2016년)

1985년에 이언 히브스와 줄리언 덩커턴이 "Cult Clothing"이라는 이름으로 창업하였다. 2003년에는 히브스와 덩커턴은 테오 카르파티오스라는 사업가를 만나게 되었고, 이들은 슈퍼드라이라는 브랜드를 새롭게 출범한다.
당시 첫 슈퍼드라이 매장은 영국 런던 코번트가든에 2004년에 열렸다. 이후 레오나르도 디카프리오, 픽시 로트, 케이트 윈슬렛 등이 브랜드를 입으면서 고급 브랜드로 유명세를 타기 시작했으며, 데이비드 베컴이 이 브랜드를 즐겨 입는 것이 알려지면서 상승세를 탔다. 한때 영국의 아베크롬비라는 별명을 갖고 있었을 정도다. 2010년에는 런던 증권거래소에 기업공개를 할 정도로 많은 이익을 벌었다.
그러나 이러한 상승세는 오래가지 못했으며, 2010년대 이후로는 수익 창출에서 어려움을 겪었다. 특히 사업 확장에 부응하지 못하는 판매 이윤이 문제였으며, 지속적으로 적자를 냈다. 특히 브랜드의 정체성 확립 및 제품의 다양화 시도에 대한 실패가 지적되었다.
2020년대에는 조금씩 이윤 회복에 성공하며 브랜드 회복에 힘쓰고 있다.

## 제품

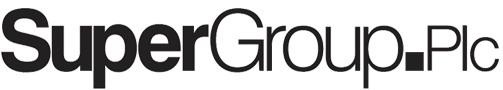
2018년까지 사용했던 회사명 슈퍼그룹

특이하게 알파벳과 한자를 혼용하고 있으며, 제품에 주로 SUPERDRY®︎冒険魂 이나 SUPERDRY®︎을 표기한다. 업체 이름에는 일본어가 사용되나 정작 슈퍼드라이는 일본에 제품을 수출한 적은 없다.

## 같이 보기
- Burton
- 쿨 재팬
- 디젤 (브랜드)
- 마크스 & 스펜서